# Graureiher
Der Graureiher (Ardea cinerea), auch Fischreiher genannt, ist eine Vogelart aus der Ordnung Pelecaniformes. Er ist in Eurasien und Afrika weit verbreitet und häufig. Weltweit werden vier Unterarten unterschieden. In Mitteleuropa ist er mit der Nominatform Ardea cinerea cinerea vertreten.

## Aussehen
Der Graureiher erreicht eine Körperlänge von 90 bis 98 Zentimetern und wiegt meist zwischen 1 und 2 Kilogramm. Gutgenährte Vögel können 2 Kilogramm überschreiten, abgemagerte Exemplare nur bis zu 810 g wiegen. Die Flügelspannweite beträgt zwischen 175 und 195 Zentimetern. Ein auffälliger Geschlechtsdimorphismus besteht nicht. Die Männchen sind im Durchschnitt allerdings etwas größer. Der Graureiher gleicht mit diesem Aussehen sehr dem nordamerikanischen Kanadareiher.

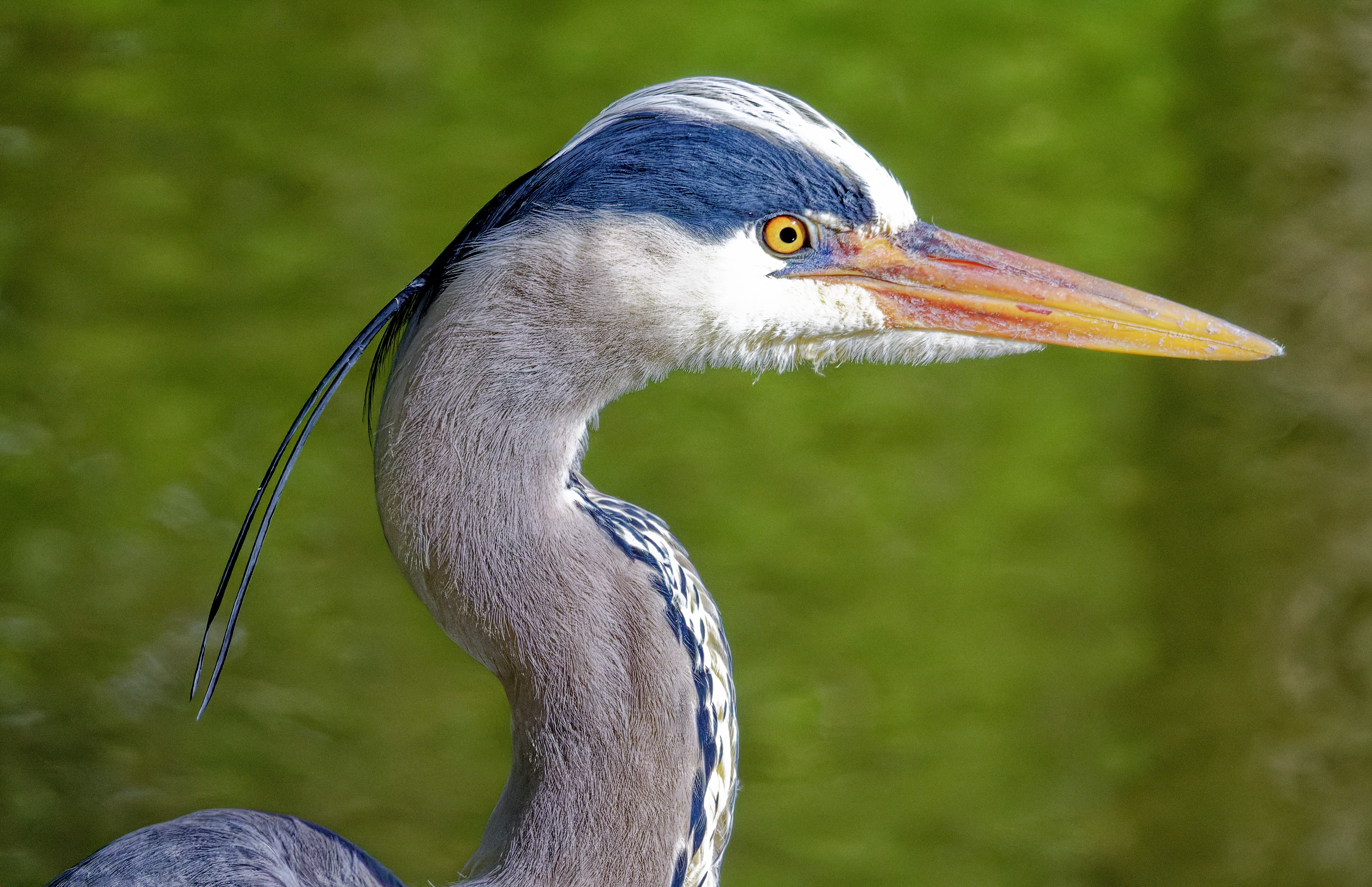
Kopfgefieder

Das Gefieder des Graureihers ist auf Stirn und Oberkopf weiß, am Hals grauweiß und auf dem Rücken aschgrau mit weißen Bändern. Er hat schwarze Augenstreifen sowie drei lange schwarze Schopffedern, die einen Federbusch bilden, eine dreifache schwarze Fleckenreihe am Vorderhals sowie schwarze Schwingen. Der lange Schnabel ist gelblich und geht auf dem Schnabelfirst ins Bräunliche über. Die Wachshaut ist gelb und wird Richtung Auge grünlich. Einzelne Individuen können von diesem Graureiher-typischen Gefieder jedoch deutlich abweichen und ein anderes Verteilungsmuster aufweisen. Die drei langen Vorderzehen sind am Stelzenbein weit auseinander gespreizt und verhindern das Einsinken in den weichen Untergrund. Der Schnabeltyp ist der Pinzettenschnabel.

## Verhalten
Der Graureiher besitzt nur eine sehr verkümmerte Bürzeldrüse. Stattdessen besitzt er Puderfedern an der Brust und in den Leisten, an denen er gelegentlich seinen Kopf reibt und sie damit zerbröselt. Das entstehende Pulver ist sehr fetthaltig, wird über den Körper verteilt und schützt den Vogel vor Nässe. Die Puderdunen wachsen ständig nach und fallen auch nicht während der Mauser aus.
Der Abflug wird oft mit einigen Sprüngen eingeleitet. Graureiher fliegen mit langsamen Flügelschlägen und bis auf die Schultern zurückgezogenem Kopf und einem s-förmig gekrümmten Hals. Nur während des Abflugs und bei der Landung ist der Hals vorgestreckt. Während des Fluges ist regelmäßig ein lautes, raues chräik zu hören. Beim schnellen Gehen ist eine balancierende Halsbewegung zu beobachten. Während der Nahrungssuche schreiten Graureiher in der Regel langsam mit vorgestrecktem Hals.

## Verbreitung

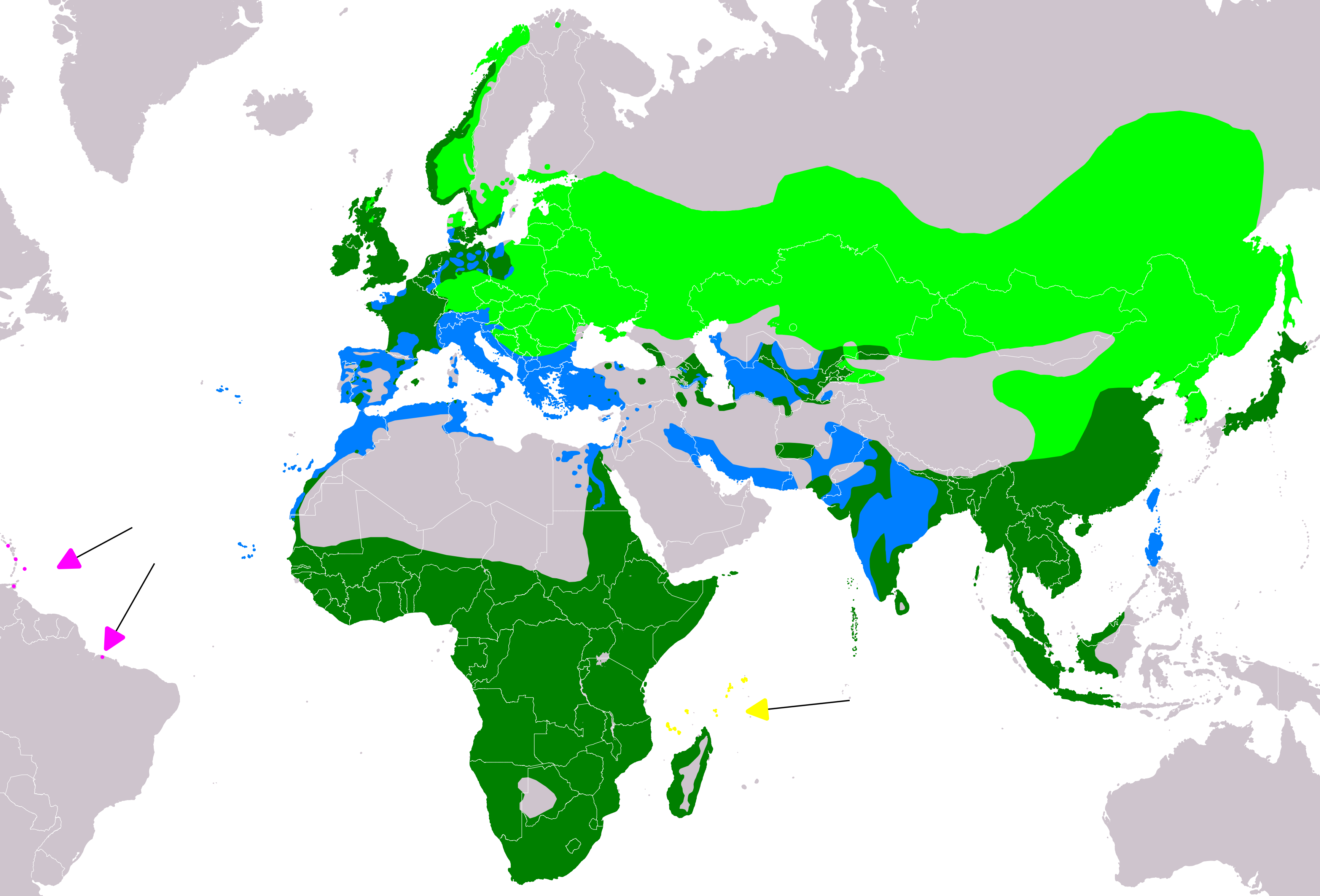
Verbreitungskarte:
Brutgebiete
Ganzjähriges Vorkommen
Überwinterungsgebiete
Streifzüge (Saisonalität unsicher)
Einführungsgebiete

Der Graureiher ist in den milderen und südlichen Regionen Europas und Asiens zu finden, außerdem im gesamten südlichen Afrika mit Ausnahme der südlichen Küstennamib. Darüber hinaus gibt es einzelne Sichtungen als Irrgast in der Karibik, auf den Bermudas und in Teilen Nordamerikas. Er fehlt innerhalb dieses großen Verbreitungsgebietes lediglich in den Tundren, Wüsten, Steppen und Hochgebirgen. In Mitteleuropa ist er ein häufiger Brutvogel. Die höchsten Bestandsdichten werden in wasserreichen Tieflandgebieten erreicht. In der Schweiz finden sich die höchsten Brutplätze in Höhen von 900 bis 1230 Metern, in Deutschland kommt er bis in Höhen zwischen 800 und 1060 Metern vor.

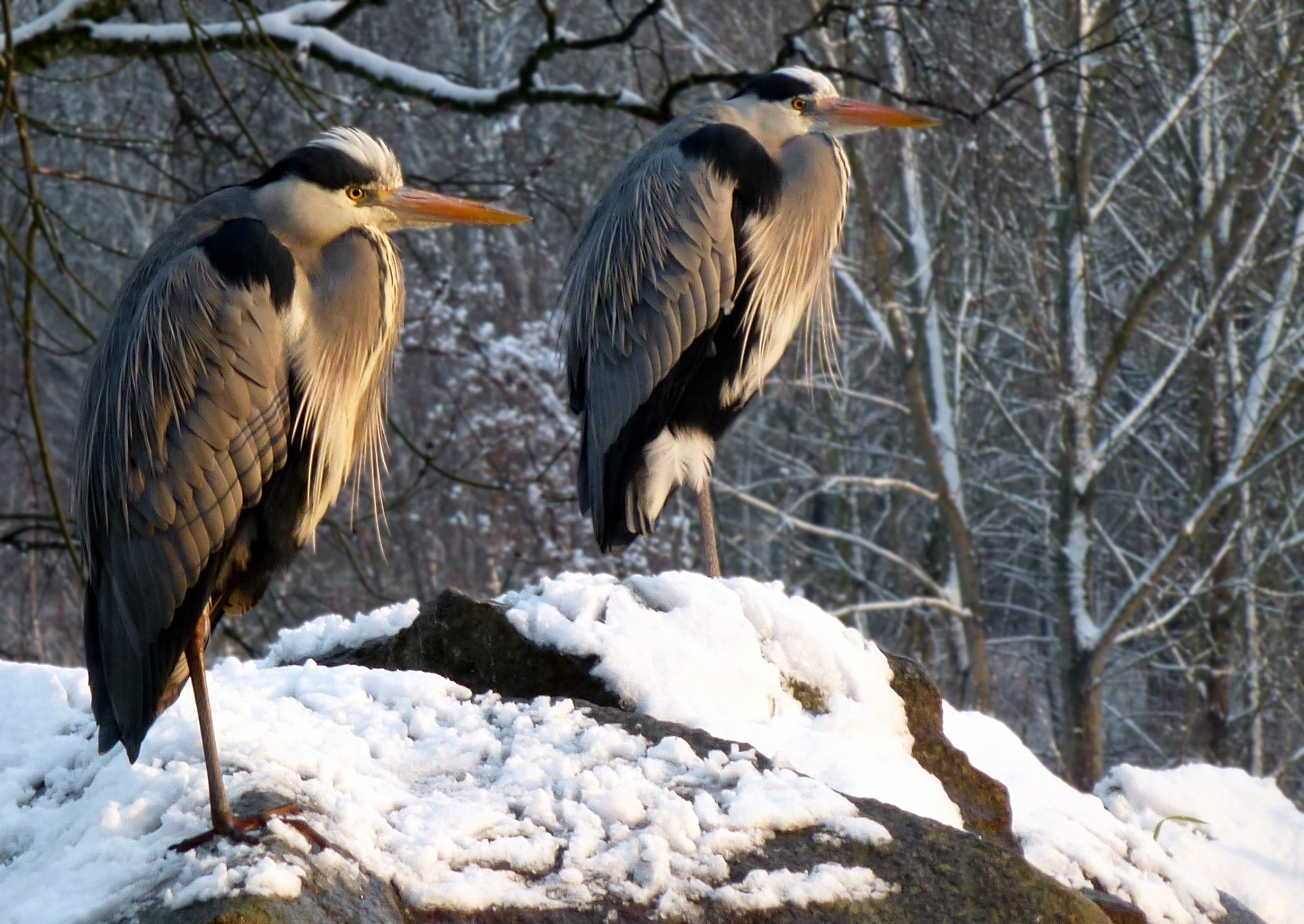
Für Standvögel gibt es kurze Phasen im Dauerfrost.

Je nach Verbreitungsgebiet ist der Graureiher ein Kurzstreckenzieher, Teilzieher oder Standvogel. Die britischen und irischen Brutvögel sind größtenteils Standvögel, für einzelne Vögel ist aber auch eine Überwinterung in Israel beziehungsweise dem Senegal nachgewiesen worden. Die übrigen europäischen Graureiher ziehen im Winterhalbjahr gewöhnlich in südsüdwestlicher Richtung. Ab Polen dominiert eine südsüdöstliche Zugrichtung. Allerdings werden nur die Brutgebiete im Norden Europas sowie die in Höhenlagen vollständig von Graureihern verlassen. Zu den längsten bisher nachgewiesenen Zugstrecken gehört der Zug eines schwedischen Graureihers, der in Sierra Leone wiedergefunden wurde und damit eine Zugstrecke von 5865 Kilometer zurücklegt hatte. Der Zug in die Überwinterungsquartiere setzt im September ein, die Tiere kehren Ende Februar bis Anfang März wieder zurück.
Jungvögel zeigen eine nachbrutzeitliche Streuungswanderung ab September. Sie ziehen in alle Richtungen, wobei eine südwestliche Zugrichtung leicht dominiert. Die Strecken, die sie zurücklegen, können mehrere 100 Kilometer betragen.

## Lebensraum

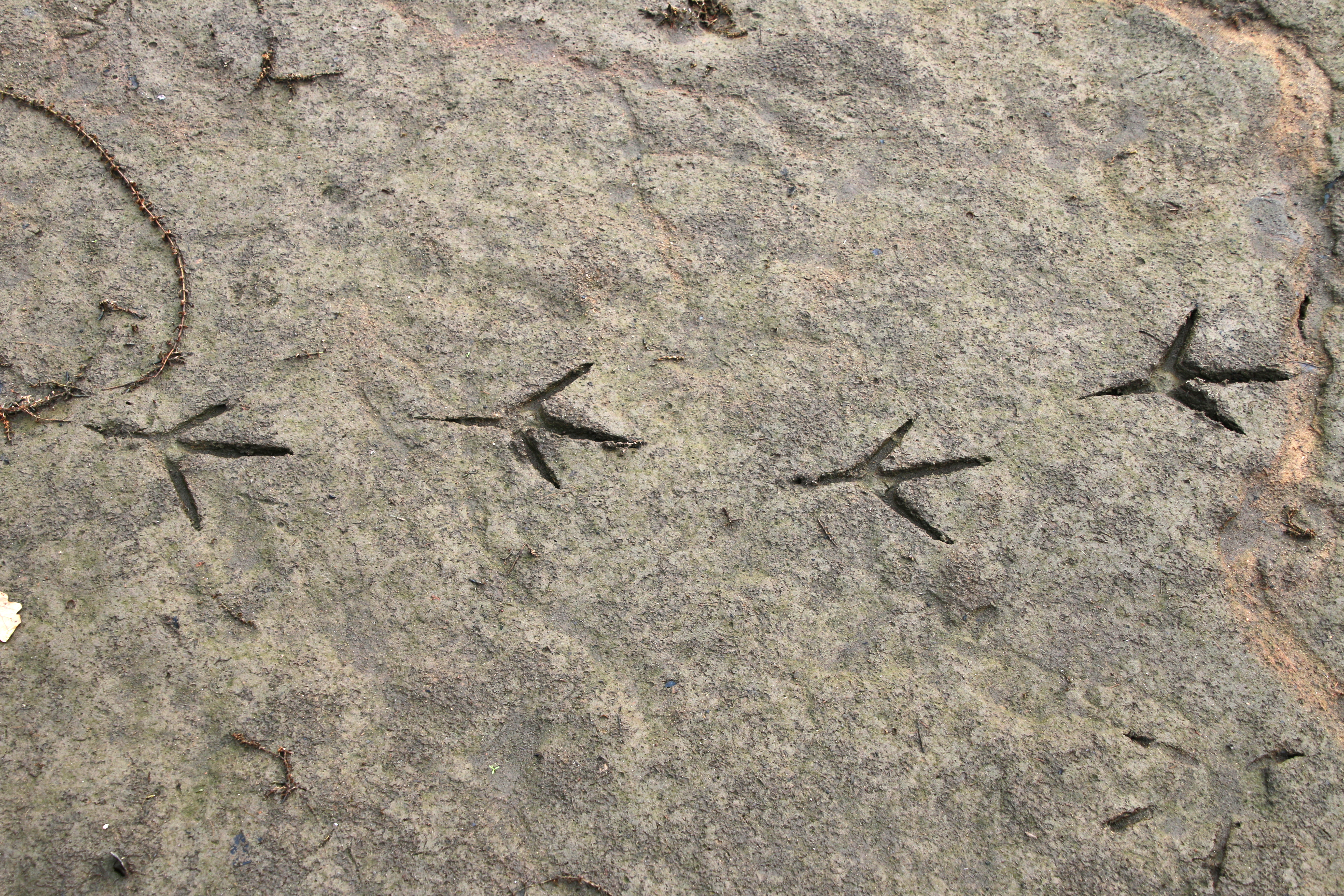
Trittsiegel im Teichboden

Graureiher sind Lebensraumgeneralisten, die gleichermaßen an Süßgewässern im Landesinneren, an Flussmündungen sowie in Küstenregionen zu Hause sind. Ihre Ansprüche an ihren Lebensraum sind gering. Sie benötigen eine Nähe zu Gewässern mit Flachwasserzonen, verhältnismäßig große Beute und vier bis fünf Monate, in denen die Gewässer nicht zufrieren. Entsprechend findet man sie an Seeufern, Flüssen, Überschwemmungszonen, Schilfgürteln, Sümpfen, Teichen, Stränden, Mangroven und Salzmarschen. Weideflächen, die sich in einiger Entfernung vom nächsten Gewässer befinden, werden gleichfalls genutzt. Solche Habitate findet der Reiher in der Regel im Flachland. Er zeigt aber auch eine für Reiher ungewöhnliche Höhenverbreitung. So kommt er in Armenien bis in Höhen von 2000 Meter über NN vor und im Nordwesten Indiens findet man ihn noch in Höhen von 4000 Metern. Er nutzt sehr häufig Gewässer, die vom Menschen geschaffen wurden. Dazu zählen Staugewässer, Reisfelder und Fischteiche. Als Ruhe- und Nistbäume nutzt er hohe Bäume, die möglichst frei von Störungen sind.
In jüngster Zeit dringt er immer mehr in städtische Gebiete vor, wo er oft sogar in den Innenstädten beobachtet werden kann.
Er bildet auch gemeinsame Gruppen mit Seidenreihern, wie zum Beispiel in der Poebene in Norditalien.

## Bestand

### Aktueller Bestand
Der Graureiher ist in Eurasien die am weitesten verbreitete Reiherart. In Europa betrug die Brutpopulation zu Beginn des 21. Jahrhunderts zwischen 210.000 und 290.000 Brutpaare. Von einigen wenigen Ausnahmen abgesehen ist der Bestand des Graureihers im 20. Jahrhundert angestiegen. Er hat außerdem sein Verbreitungsgebiet in Europa vergrößert. Zur Bestandszunahme hat in vielen europäischen Ländern ein Nachlassen der Jagd auf die Art beigetragen. So stieg in Frankreich die Anzahl der Brutpaare zwischen 1974 und 1994 von 4500 auf 27.000, nachdem die Art dort unter Schutz gestellt wurde. Ähnliches gilt auch für Deutschland, wo es insbesondere in Norddeutschland große Kolonien mit mehr als hundert Brutpaaren gibt. Die deutsche Brutpopulation wurde gegen Ende des 20. Jahrhunderts auf 24.000 bis 27.500 Brutpaare geschätzt. Die größte europäische Kolonie mit 1000 bis 1900 Brutpaaren findet sich in der Bretagne.
In Westafrika ist die Anzahl der Brutpaare sehr gering und beträgt außerhalb von Mauretanien möglicherweise weniger als 500 Paare. Deutlich größer ist die mauretanische Population, die isoliert an der Küste brütet. Die Anzahl der Brutpaare betrug im Jahr 1997 4188 Brutpaare. In Ostafrika ist der Graureiher dagegen eine weitverbreitete Art. Allein in Tansania gibt es über 15.000 Exemplare. Auch im südlichen Afrika nehmen die Bestände zu, da die Spezies hier vor allem von den Staugewässern profitiert.

### Bestandsentwicklung in Mitteleuropa
Einige der großen mitteleuropäischen Brutkolonien des Graureihers zeigten schon im letzten Drittel des 19. Jahrhunderts Bestandsrückgänge. Der Bestand ging bis 1940 kontinuierlich zurück, wenn auch einige Länder wie die Schweiz ihn bereits frühzeitig unter Schutz stellten. Die kriegsbedingte Einstellung der Jagd führte in der ersten Hälfte der 1940er Jahre zu einer kurzfristigen Bestandserholung. Danach gingen bis zum Ende der 1960er Jahre die Populationen drastisch zurück. Viele Kolonien wurden aufgegeben und gleichzeitig war eine Verkleinerung des Verbreitungsareals zu beobachten. Erst durch die Einschränkung beziehungsweise das Verbot der Verfolgung kam es ab den 1970er Jahren zu einer Bestandszunahme. Unterstützt durch günstige Klimaverhältnisse nahm der Bestand gebietsweise zu, was zu einer Arealausweitung und Gründung neuer Kolonien geführt hat. Unterbrochen wird die Zunahme aber durch Kältewinter. Um 2005 zeigte sich in einigen Gebieten, dass die Kapazitätsgrenze erreicht war. Seit etwa 2000 bzw. 2005 nimmt der Bestand in Österreich und in Bayern durch die erneut einsetzende Bejagung wieder ab.

## Lebensweise

### Nahrungssuche

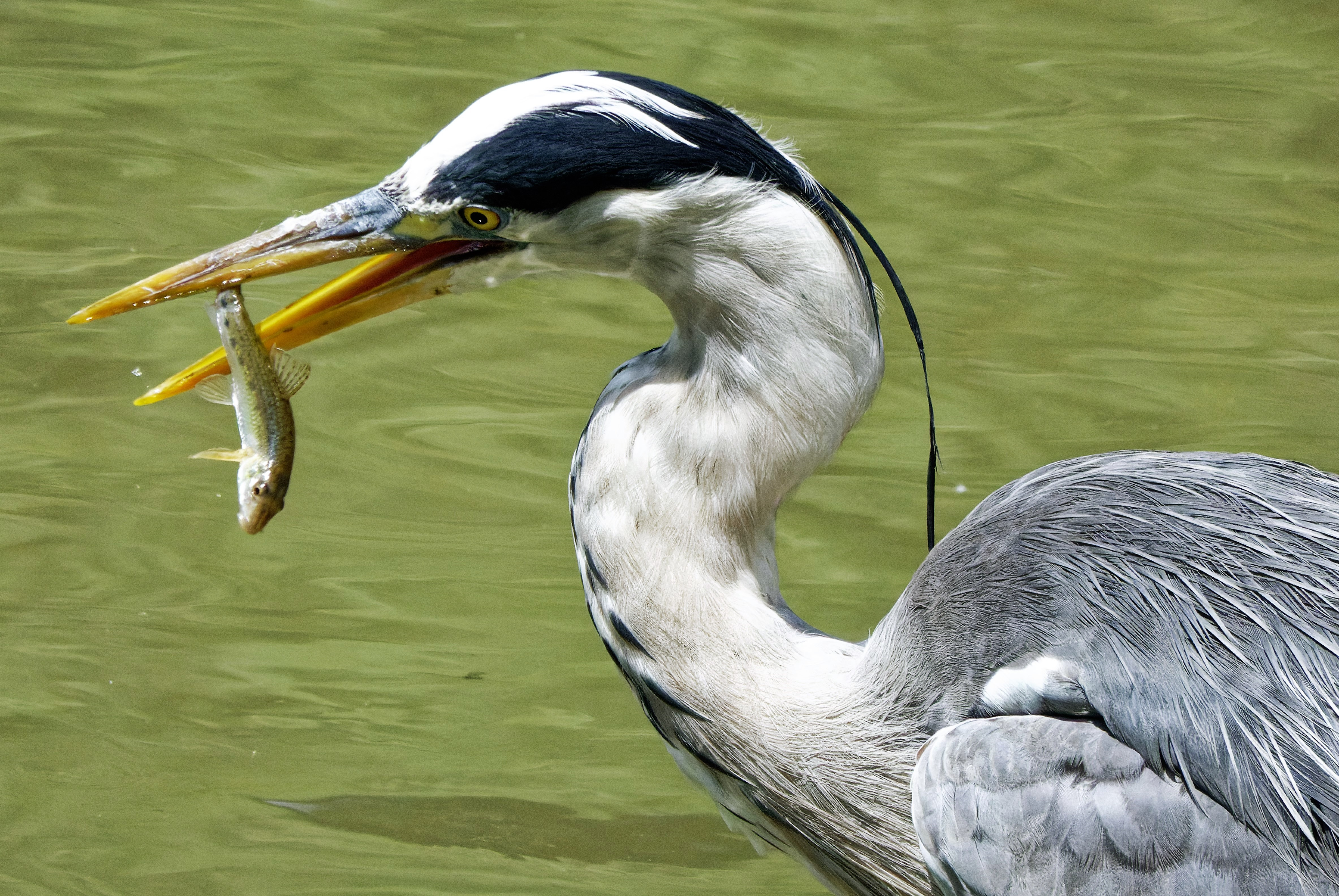
Fisch ist eine wesentliche Nahrungsgrundlage.

Der Graureiher sucht seine Nahrung in der Regel alleine. Nur da, wo ein überreiches Nahrungsvorkommen besteht, sieht man sie in lockeren, kleinen Schwärmen und gelegentlich auch mit anderen Arten vergesellschaftet. Fressen sie einzelgängerisch, dann sind sie in der Lage, ihr Nahrungsterritorium energisch zu verteidigen. Bei solchen innerartlichen Aggressionen kommt es gelegentlich sogar zu Tötungen eines konkurrierenden Reihers. Das Aggressionsniveau variiert in Abhängigkeit von der Jahreszeit und ist dann am höchsten, wenn Graureiher Jungvögel großziehen. Die präferierten Nahrungsgründe können sich in unmittelbarer Nähe zum Nistplatz befinden, liegen aber gelegentlich in beträchtlicher Entfernung von diesem.
Ruhig wie eine Rohrdommel stakst der Graureiher mit gesenktem Kopf und gekrümmtem Hals langbeinig durch das seichte Wasser. Er sticht blitzschnell nach kleineren Fischen, Fröschen, Molchen, Schlangen und Wasserinsekten. Er frisst auch Ratten und Schermäuse, die er – wie auch die anderen Nahrungstiere – im Ganzen verschlingt. Auf Wiesen wartet er stocksteif stehend auf Feldmäuse und verzehrt gelegentlich auch Eier und Jungvögel. Auf gepflügten Ackerflächen sieht man Graureiher gelegentlich bei der Jagd auf Regenwürmer. Typisch für solche Ansitzjagden ist zunächst ein langsames Vorbeugen und dann ein schnelles Zustoßen. Zur Fischjagd kann er auf dem Wasser landen, ein bis drei Sekunden schwimmen und dann wieder auffliegen. Die bevorzugte Methode ist jedoch, einige Meter vom Wasser entfernt zu landen und dann langsam ins Wasser zu schreiten.

### Brutverhalten

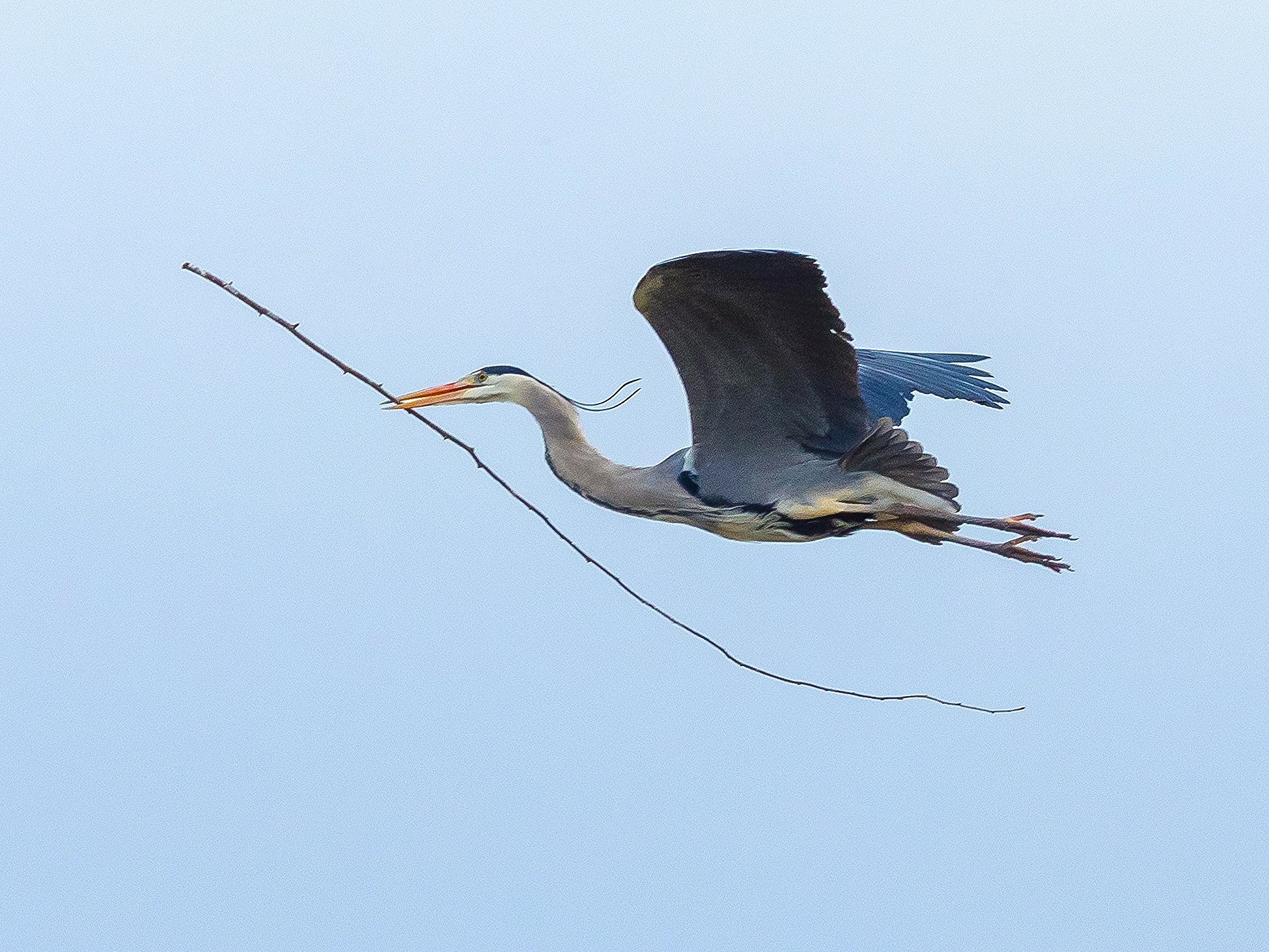
Eintrag von Nistmaterial

Graureiher erreichen ihre Geschlechtsreife in der Regel erst im zweiten Lebensjahr. Sie sind monogam, nur sehr selten ist Bigamie beziehungsweise Polygynie zu beobachten. Das Nest ist ein großer, nicht sehr stabiler Bau aus Reisig in Baumwipfeln. In Mitteleuropa werden die Nester gewöhnlich hoch auf Laub- oder Nadelbäumen errichtet. Nistplätze im Schilf sind dagegen sehr selten. Beide Elternvögel sind am Nestbau beteiligt. Meist trägt das Männchen das Nistmaterial ein. Alte Nester werden sehr häufig wiederbesetzt. Die unvollendet wirkende Bauweise des Nestes wird darauf zurückgeführt, dass der Reiher vor noch nicht allzu langer Zeit nur am Boden brütete. Als Beleg dafür wird angeführt, dass man beispielsweise in Holland Reiherkolonien in großen Schilfbeständen findet.

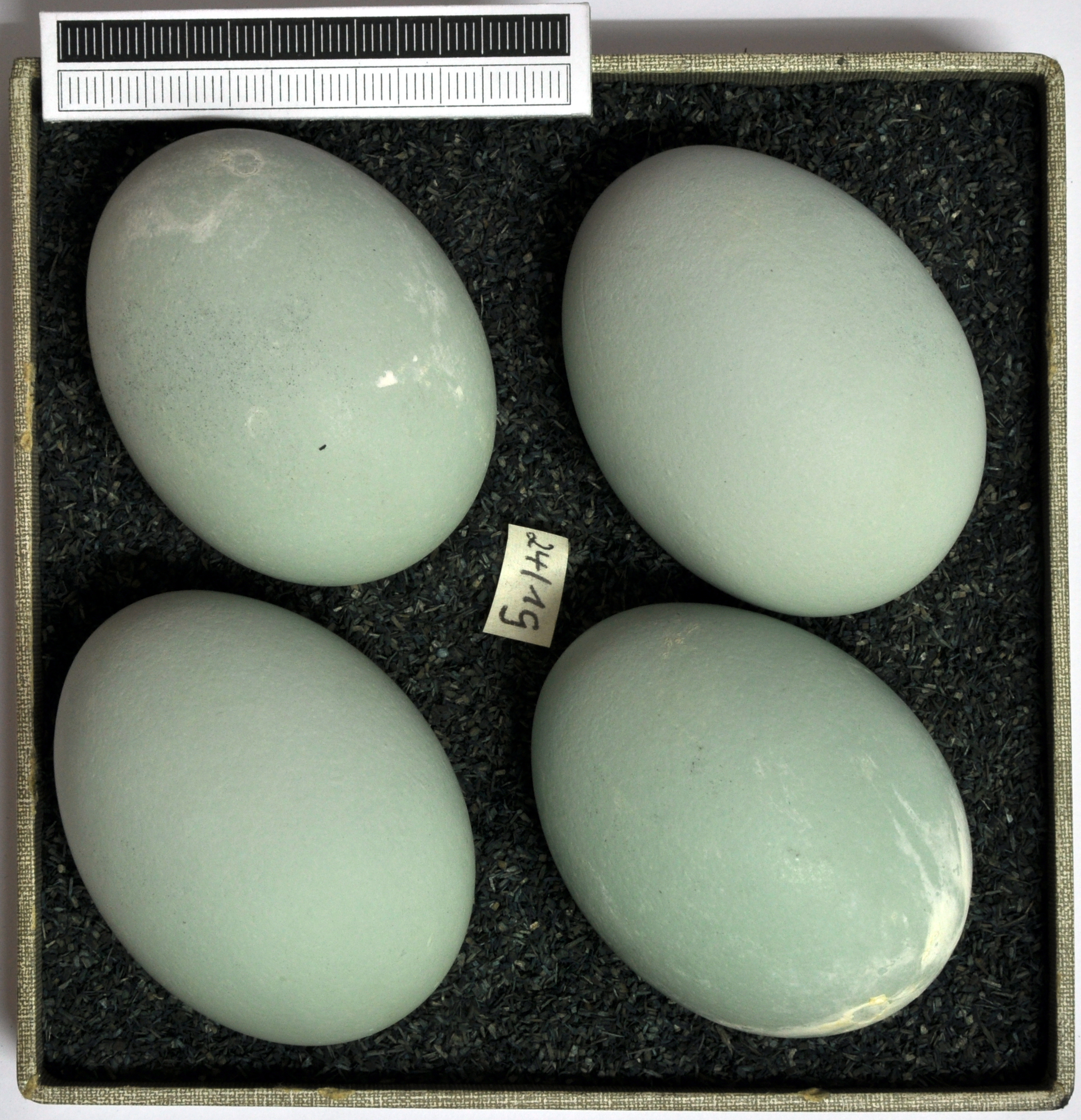
Eigelege aus der Sammlung Museum Wiesbaden

Das Gelege besteht aus vier bis fünf Eiern, der Legeabstand beträgt in der Regel zwei Tage. Die Eier sind stumpfoval, hell blaugrün und ohne Glanz. Die Brutdauer beträgt zwischen 25 und 26 Tagen. Die Jungvögel schlüpfen asynchron. An der Fütterung der Nestlinge sind beide Eltern beteiligt. Bis zum 14. Lebenstag werden die Nestlinge gehudert, erst ab dem 20. Tag werden die Jungvögel alleine gelassen. Mit etwa 30 Tagen sind sie in der Lage, auf dem Brutbaum auf andere Äste zu klettern, und mit etwa 50 Tagen sind sie flugfähig. Sie kehren jedoch meist noch zehn bis zwanzig Tage zum Nest zurück.
Die Sterblichkeit der Jungreiher ist während der Nestzeit sehr groß. Es wird geschätzt, dass in den ersten sechs Monaten 70 % der Jungtiere sterben. Der älteste nachgewiesene beringte Graureiher erreichte ein Lebensalter von 35 Jahren und einem Monat.

### Sozialverhalten
Reiherkolonien sind sehr lebhaft. Zwischen den Vögeln einer Kolonie herrscht ständiger Streit, da sich die Vögel untereinander das Nistmaterial streitig machen. Gemeinsam wehren die Vögel die Krähen ab, die sich für die unbewachten Eier interessieren.

## Bejagung und Schadensabwehr in Deutschland
Der Graureiher ist Wild im Sinne des Bundesjagdgesetzes. Eine Jagdzeit wurde nur in Bayern festgesetzt (16. September – 31. Oktober), die Jagd darf lt. Verordnung über die Aufhebung der Schonzeit für Graureiher vom 25. Juli 1983 (umgangssprachlich: Graureiherverordnung) in einem Umkreis von 200 Meter um geschlossene Gewässer (im Sinn des Art. 2 Abs. 1 Nrn. 1 und 2 des Fischereigesetzes) ausgeübt werden. In den anderen Bundesländern war der Graureiher ganzjährig geschont, das heißt für einen Abschuss ist eine Einzelerlaubnis der Unteren Jagdbehörde erforderlich (sog. Vergrämungsabschüsse). Mittlerweile existieren Sonderregelungen zum Schutz der Teichwirtschaften auch in Schleswig-Holstein, seit 2012 in Thüringen und seit 2013 in Sachsen. In Schleswig-Holstein werden jährlich zwischen 100 und 200 Vögel geschossen, was vom Naturschutzbund Deutschland kritisiert wird, da der schleswig-holsteinische Bestand von 2002 bis 2014 von rund 2700 Brutpaaren auf etwa 1100 Brutpaare um rund 60 Prozent zurückgegangen ist.
In Nordrhein-Westfalen ist der Graureiher seit Einführung des sogenannten „Ökologischen Jagdgesetzes NRW“ am 28. Mai 2015 abweichend von den Regelungen des Bundesjagdgesetzes nicht mehr in der Liste der jagdbaren Arten enthalten.
An kleineren Teichen hat sich zur Schadensabwehr die Überspannung mit Netzen bewährt. An größeren Teichen können Graureiher mit am unmittelbaren Uferrand gespannten Drähten abgehalten werden (verhindert das Schreiten vom Ufer ins Gewässer). Vogelscheuchen werden meist schnell als harmlos erkannt und bieten daher nur kurzzeitigen Schutz.
An natürlichen Gewässern sind meist keine erheblichen fischereiwirtschaftlichen Schäden zu beobachten, da der Reiher nur im Flachwasser seine Nahrung sucht und dort meist nur wirtschaftlich unbedeutende Fischarten erbeutet.